# Zázračný lék
Zázračný Lék je česká freeware adventura z roku 2000. Hru naprogramoval ve Flashi tým Enteron pro soutěž Becherovka Game 2000, kde se hra umístila na prvním místě. Děj se točí okolo Pepy Bechera, který musí najít lék na nemoc, která sužuje lidstvo. Hra byla na rozdíl od většiny freeware her nadabována.